# الحصين (عبس)

تعديل مصدري - تعديل

الحصين هي إحدى قرى عزلة قطبة بمديرية عبس التابعة لمحافظة حجة، بلغ تعداد سكانها 265 نسمة حسب تعداد اليمن لعام 2004.